# Ковальчук, Юрий Валентинович
Ю́рий Валенти́нович Ковальчу́к (род. 25 июля 1951, Ленинград) — российский предприниматель, основной акционер и бывший председатель совета директоров банка «Россия».
Во времена СССР Ковальчук занимался научной и научно-административной работой, был одним из руководителей ФТИ имени Иоффе в Ленинграде.

## Биография
Родился 25 июля 1951 года в городе Ленинград.
Отец — советский историк украинского происхождения Валентин Михайлович Ковальчук (1916—2013). Мать — Мирьям Абрамовна Ковальчук (Виро) (1918—1998), историк.
В 1974 году окончил физический факультет Ленинградского государственного университета. Доктор физико-математических наук (1985 год). В 1987—1991 годах — первый заместитель директора Физико-технического института имени Иоффе Академии наук СССР.
С февраля 1991 года — заместитель председателя правления (вице-президент) Ассоциации совместных предприятий Санкт-Петербурга. В 1991 году стал президентом Центра перспективных технологий и разработок. В эти годы сблизился с братьями Фурсенко и В. В. Путиным. В 1996 году они учредили дачный кооператив «Озеро» близ Приозерска.
С ноября 2000 года — председатель правления Санкт-Петербургского общественного фонда «Центр стратегических разработок „Северо-Запад“»; c июня 2005 года по июнь 2012 года — председатель совета директоров банка «Россия». В 2008 году при участии Ковальчука создана «Национальная Медиа Группа» (включает РЕН ТВ, Первый канал, Пятый канал, «Известия» и другие).
Почётный генеральный консул Королевства Таиланд в Санкт-Петербурге.
По информации газеты «Ведомости», Ковальчук является одним из крупнейших владельцев коммерческой недвижимости на Тверской улице в Москве.

## Санкции
20 марта 2014 года Ковальчук внесён в финансовые и визовые санкции США в отношении граждан России, вовлечённых в аннексию Крыма. В заявлении Министерства финансов США говорится, что Ковальчук входит в «ближний круг» Путина и является его «личным кассиром». В список специально обозначенных граждан и заблокированных лиц попал и контролируемый Ковальчуком банк «Россия», став единственным юридическим лицом, явно упомянутым в санкционном списке.
30 июля 2014 года Ковальчук внесён в «Чёрный список ЕС». Совет Европейского союза отметил, что Ковальчук – давний друг президента Путина и является соучредителем дачного кооператива «Озеро», в котором влиятельные люди собираются вокруг него. Ковальчук, получающий выгоды от связей с российскими лицами, принимающими решения, является председателем и крупнейшим акционером банка «Россия», в котором ему принадлежало около 38% в 2013 году и который считается личным банком высокопоставленных должностных лиц Российской Федерации. После аннексии Крыма «Россия» открыл отделения в Крыму и Севастополе, тем самым укрепив свою принадлежность к Российской Федерации. Кроме того, банк владеет крупными пакетами акций «Национальной Медиа Группы».
Также в 2014 году, по аналогичным основаниям, Ковальчука в свои санкционные списки внесли Канада, Швейцария, Австралия и Лихтенштейн.
В 2022 году, из-за вторжения России на Украину, Ковальчук внесён под санкции Новой Зеландии и Японии, также под санкции Японии попали пять родственников предпринимателя – Кирилл Ковальчук, Борис Ковальчук, Кира Ковальчук, Степан Ковальчук и Татьяна Ковальчук.

## Семья
Сын Юрия Ковальчука Борис Ковальчук — председатель Счётной палаты Российской Федерации c 2024 года. Руководитель государственной компании Интер РАО (2009—2024).
Старший брат Юрия Ковальчука — Михаил Ковальчук, президент Курчатовского института, на финансирование которого государство в последние годы выделяет десятки миллиардов рублей. По одной из версий, Михаил Ковальчук является автором идеи реформирования Российской академии наук (РАН). Якобы, Михаил Ковальчук, которого несколько раз не избирали действительным членом (академиком) РАН и не утвердили на посту директора Института кристаллографии РАН, пользуясь дружбой своего брата с Владимиром Путиным, затеял эту реформу из-за личной обиды. Сам Михаил Ковальчук в одном из интервью заявил, что «Академия должна неминуемо погибнуть, как Римская империя».

## Взгляды
По мнению политолога Татьяны Анатольевны Становой Ковальчук «известен своими антилиберальными и антизападными взглядами», а также конспирологическим мышлением.
По оценке Михаила Зыгаря в The New York Times Ковальчук «приверженец мировоззрения, сочетающего православный христианский мистицизм, антиамериканские теории заговора и гедонизм».
По данным издания «Вёрстка», Юрий Ковальчук сыграл решающую роль в принятии Путиным решения о нападении на Украину. Так, по данным расследования, Ковальчук «убедил Путина, что Европа разделена противоречиями и сейчас лучшее время для быстрой операции».

## Награды
- Орден «За заслуги перед Отечеством» IV степени (25 июля 2021 года) — за большой вклад в реализацию социально значимых проектов в Республике Крым[29].
- Орден Дружбы (31 декабря 2000 года) — за заслуги в проведении экономических реформ, укрепление дружбы и сотрудничества между народами[30].